# Terni Football Club 1931-1932
Questa pagina raccoglie i dati riguardanti il Terni Football Club nelle competizioni ufficiali della stagione 1931-1932.

## Rosa
| N. |                   | Ruolo | Calciatore         |
| -- | ----------------- | ----- | ------------------ |
|    | Italia (bandiera) | A     | Bellei             |
|    | Italia (bandiera) | C     | Ferruccio Biagioli |
|    | Italia (bandiera) | P     | Mario Braconi      |
|    | Italia (bandiera) | D     | Breviglieri        |
|    | Italia (bandiera) | P     | Amleto Cari        |
|    | Italia (bandiera) | D     | Franco Castellani  |
|    | Italia (bandiera) | D     | Renzo Cavedoni     |
|    | Italia (bandiera) | C     | Eraldo Celi        |
|    | Italia (bandiera) | D     | Mario Dragoni      |
|    | Italia (bandiera) | C     | Alfredo Lo Moro    |

| N. |                   | Ruolo | Calciatore          |
| -- | ----------------- | ----- | ------------------- |
|    | Italia (bandiera) | D     | Lamberto Lorenzetti |
|    | Italia (bandiera) | A     | Antonio Maddaluno   |
|    | Italia (bandiera) | D     | Marchini            |
|    | Italia (bandiera) | A     | Marini              |
|    | Italia (bandiera) | D     | Martini             |
|    | Italia (bandiera) | C     | Mastalli            |
|    | Italia (bandiera) | A     | Niccolini           |
|    | Italia (bandiera) | D     | Leopoldo Riccini    |
|    | Italia (bandiera) | C     | Brenno Romboli      |
|    | Italia (bandiera) | A     | Ezio Stoppoloni     |